# أعبد (الباب)
أعبد  قرية سوريّة تتبع إداريّاً لمحافظة حلب منطقة الباب ناحية مركز الباب، بلغ تعداد سكانها 1,213 نسمة حسب التعداد السكاني لعام 2004. ام الشهداء